# Кокжар
Кокжа́р (каз. Көкжар) — село у складі Алакольського району Жетисуської області Казахстану. Входить до складу Жиландинського сільського округу.
До 1999 року село називалось Константиновка.
Населення — 146 осіб (2021; 189 у 2009, 384 у 1999, 294 у 1989).